# Гундерат
Гундерат (нім. Gunderath) — громада в Німеччині, розташована в землі Рейнланд-Пфальц. Входить до складу району Вульканайфель. Складова частина об'єднання громад Кельберг.
Площа — 1,29 км2. Населення становить 112 ос. (станом на 31 грудня 2020).